# تریکوتی (ماهی)
تریکوتی با نام علمی (Benthochromis tricoti) گونه ای سیچلاید و بومی دریاچه تانگانیکا در آفریقا است. این گونه در اعماق ۱۰۰ متر (۳۳۰ فوت) زندگی می کند .  گوشت خوار بوده و از سخت پوستان کوچک و انواع پلانکتون و لارو تغذیه می کند. حداکثر طول آن به ۱۶٫۵ سانتیمتر (۶٫۵ اینچ) می رسد . مانند بسیاری از سیچلایدهای دیگر، تریکوتی دهان پرور میباشد . 
سیچلاید تریکوتی که در تجارت آکواریوم و ماهیهای زینتی دیده می شود در واقع همان گونه B. horii است، گونه ای که تنها در سال 2008 به صورت علمی توصیف شده است. 